# Транспорт Києва
Транспорт Києва — уся наявна транспортна інфраструктура столиці України.

## Загальна характеристика
Київ має розвинену транспортну інфраструктуру, яку складають автомобільні дороги, залізниця, водні шляхи сполучення та мости, серед яких особливу роль грають мости через річку Дніпро.
У Києві розвинені автомобільні перевезення, метрополітен, трамвай, тролейбус. Також працює фунікулер та міська електричка.

## Автомобільні дороги і автомобільний транспорт

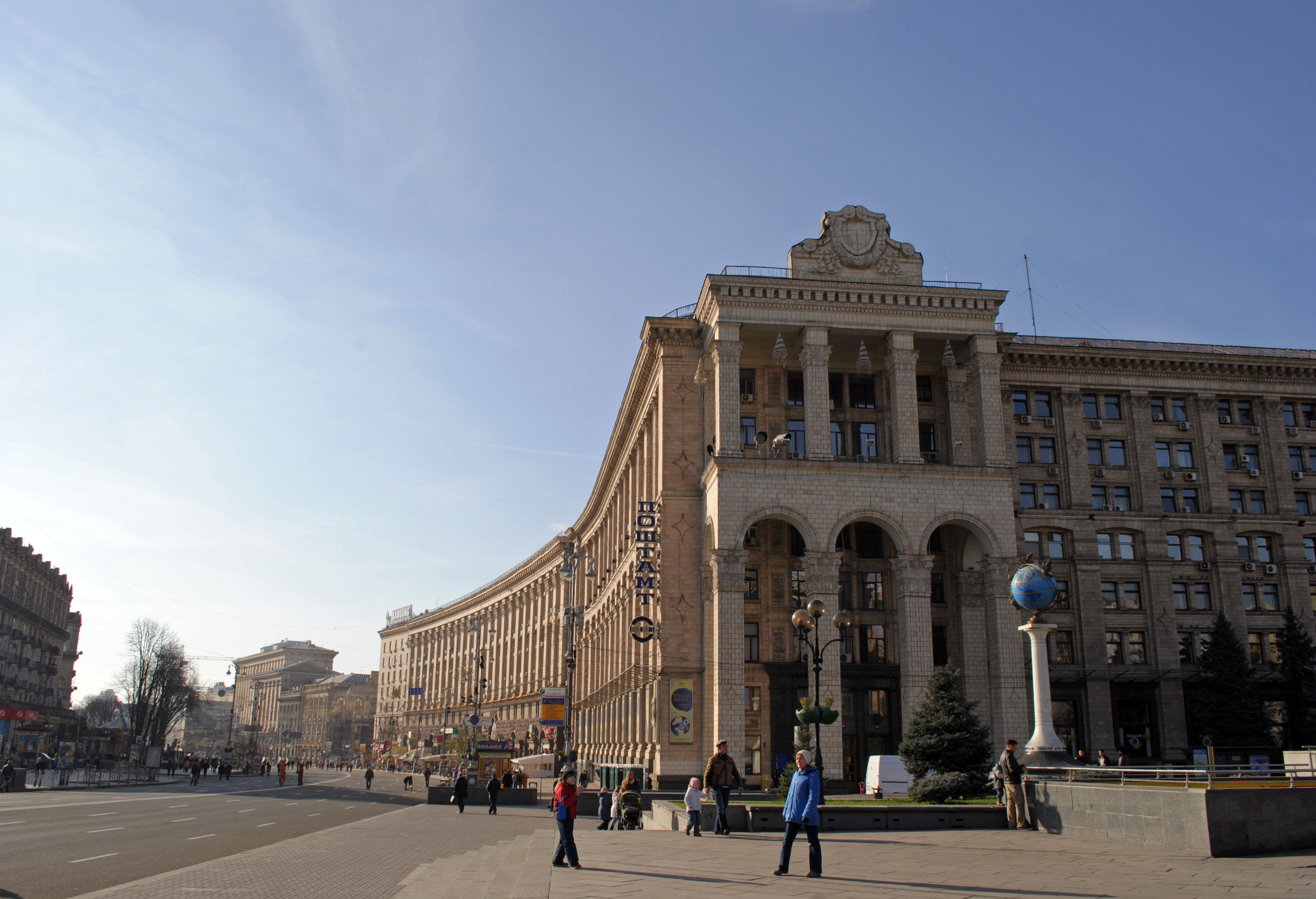
Хрещатик

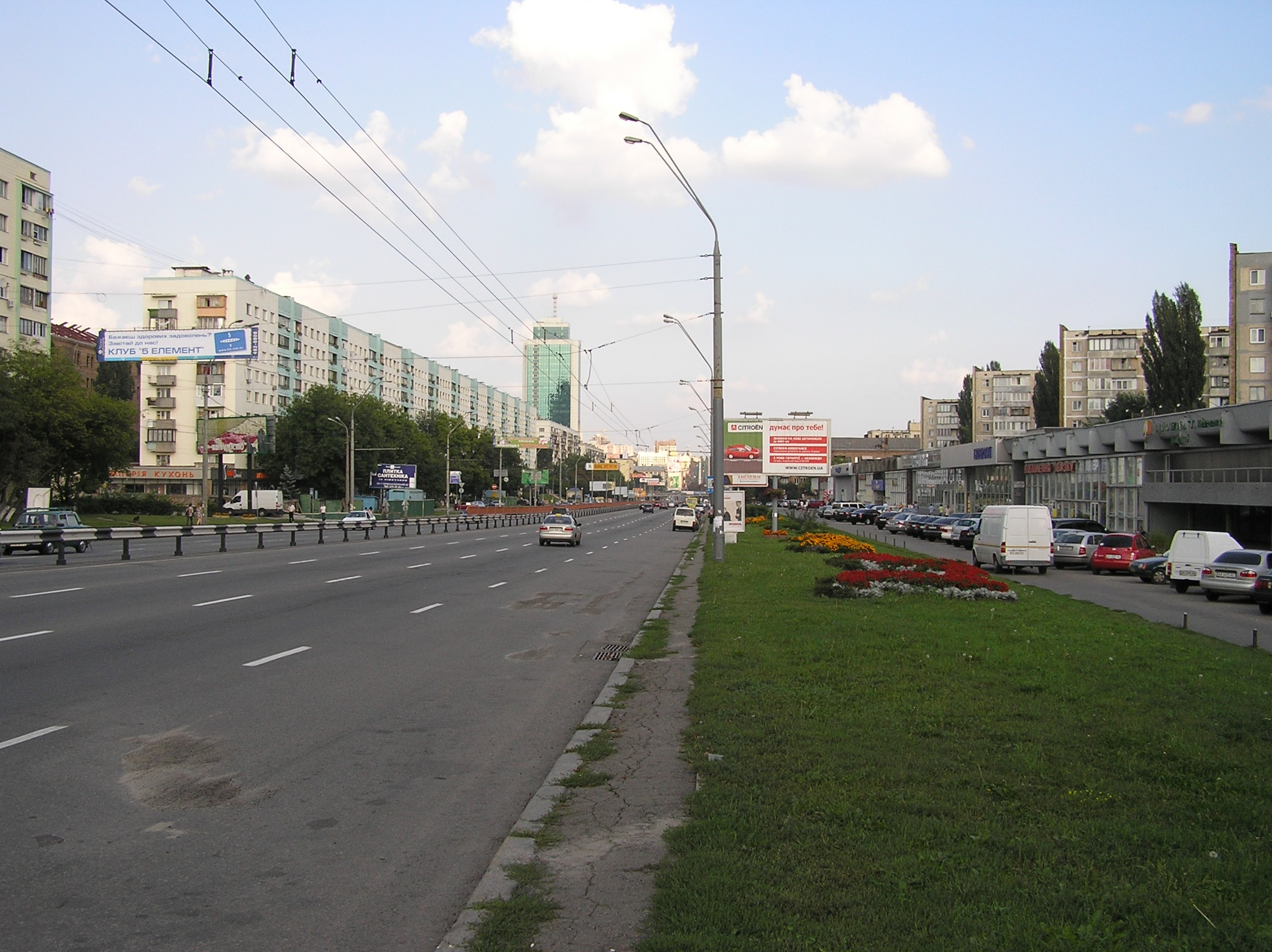
Берестейський проспект

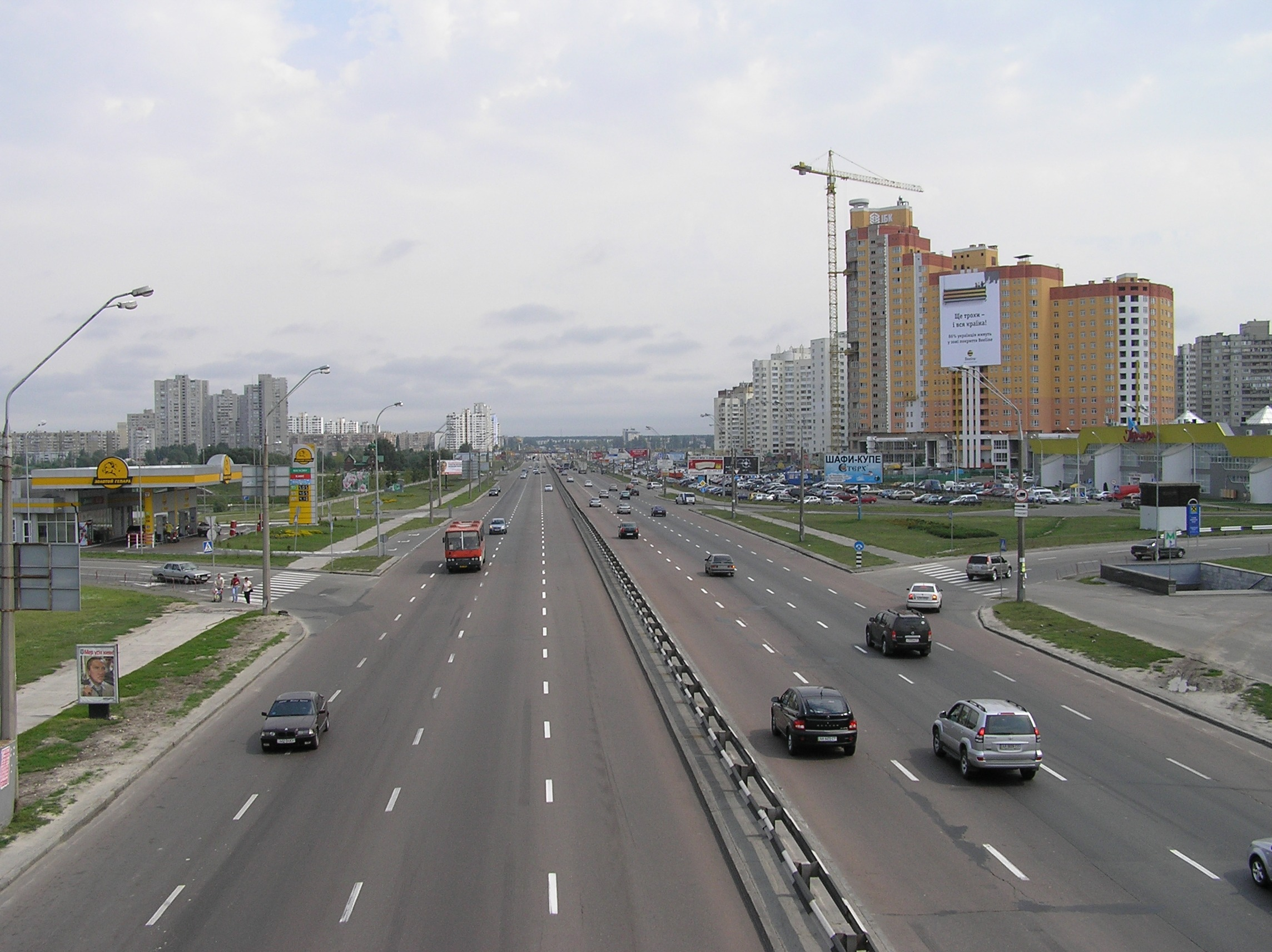
Проспект Миколи Бажана

### Основні відомості
Через Київ проходять три автомобільних траси міжнародного значення:
- E40М03М06 Житомирська траса, Берестейське шосе;
- E95М05 Санкт-Петербург — Одеса;
- E101М01 Київ — Кіпті — Брянськ;
- E373М07 Гостомельське шосе, Варшавка;
- E381 Київ — Кіпті — Орел.

Загальна довжина автотранспортних магістралей, розташованих у межах міста, тобто проспектів, вулиць, бульварів тощо становить близько 2000 км. Більшість їх проклали за часів радянської влади, і на той час вони цілком відповідали вимогам пропускної спроможності, але тепер, за умов постійного зростання кількості одиниць автотранспорту (станом на 01.09.2008 — 1 млн.), їхня пропускна здатність виявляється недостатньою, унаслідок чого затори у Києві, особливо у години пік, стали повсякденним явищем. Попри проведені недавно реконструкції та розширення проїзної частини (Севастопольська площа, проспект Валерія Лобановського, Деміївська площа, бульвар Миколи Міхновського, Міст Патона, Дарницька площа, Солом'янська вулиця та інших), за нинішньою організацією руху, і низькою культурою водіїв затори регулярно виникають як на головних магістралях, так і на найближчих вулицях, які намагаються використовувати за для об'їзду.
Головні автотранспортні магістралі
- Берестейський проспект
- Бульвар Шевченка
- Бульвар Лесі Українки
- вул. Вадима Гетьмана
- Чоколівський бульвар
- Проспект Валерія Лобановського
- Бульвар Миколи Міхновського
- Проспект Соборності
- Броварський проспект
- Харківське шосе
- Проспект Миколи Бажана
- вул. Велика Васильківська
- вул. Антоновича
- Голосіївський проспект
- вул. Васильківська
- вул. В'ячеслава Чорновола
- Повітрофлотський проспект
- вул. Олени Теліги
- проспект Степана Бандери
- вул. Вишгородська
- Столичне шосе
- Велика Окружна дорога
- Проспект Червоної Калини.

Покриття

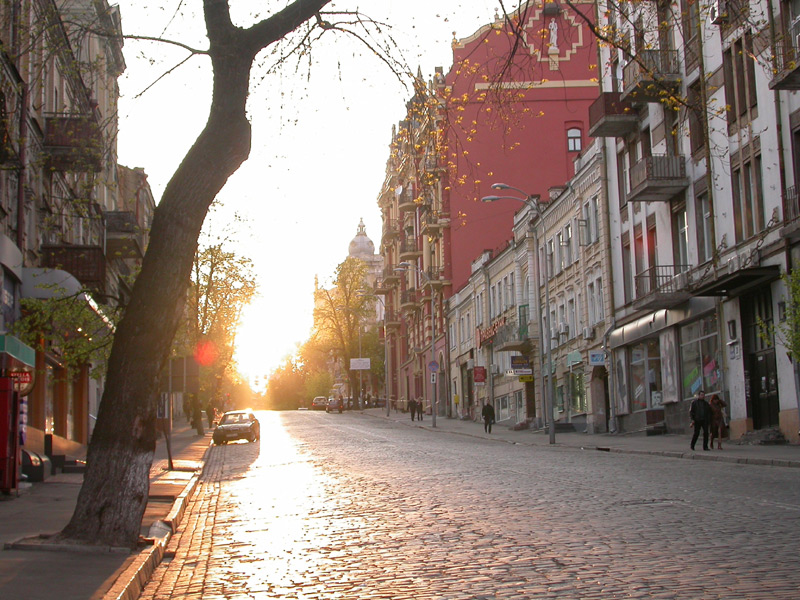
Вулиця Прорізна

Переважна більшість доріг має асфальтове покриття, яке, на жаль, нині в задовільному стані перебуває лише на головних магістралях і нещодавно прокладених або реконструйованих дорогах.
Бруківка — дорожнє покриття з кругляка збереглося лише на деяких центральних вулицях, а також на ряді вулиць на околицях, зокрема на таких:
- Андріївський узвіз
- Володимирський узвіз
- Боричів тік
- Боричів узвіз
- вул. Воздвиженська
- вул. Гончарна
- Подільський узвіз
- Смородинський узвіз
- Софійська пл.
- вул. Михайла Коцюбинського
- вул. Докучаєвська
- вул. Шовковична
- вул. Лютеранська
- вул. Інститутська
- Алея Героїв Небесної Сотні
- вул. Архітектора Городецького
- вул. Ольгинська
- Дніпровський узвіз
- вул. Богдана Хмельницького
- вул. Володимирська
- Володимирський проїзд
- Європейська площа
- вул. Михайла Грушевського
- вул. Прорізна
- вул. Велика Васильківська
- вул. Козацька
- вул. Гетьманська
- вул. Гайдамацька
- вул. Володимира Сальського
- вул. Куп'янська
- вул. Травнева
- вул. Федьковича
- вул. Крутогірна
- вул. Кишинівська.

### Автостанції

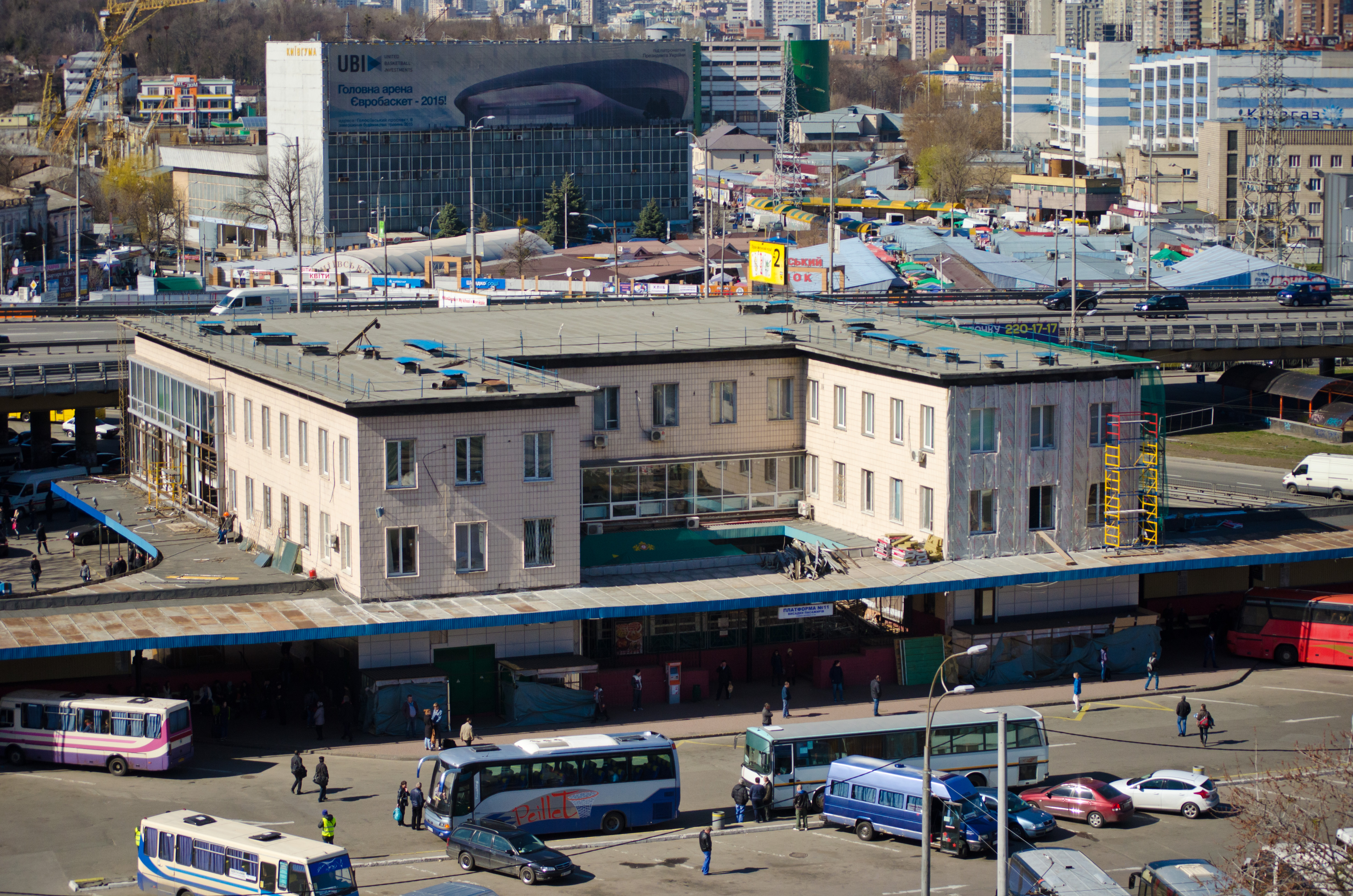
Центральний автовокзал

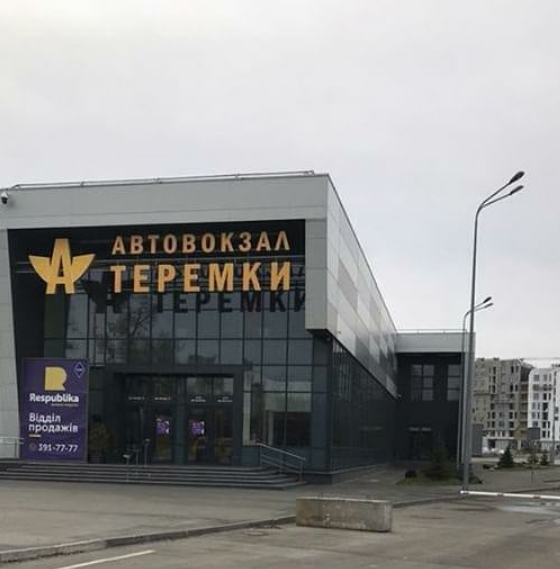
Автовокзал «Теремки»

Для забезпечення міжнародного, міжміського та приміського автобусного сполучення в Києві функціонує сім автостанцій, а саме:
- шість автостанцій підпорядкованих ДП «Київпассервіс» — Центральний автовокзал, а також автостанції: № 2 «Дарниця» (вул. Гагаріна, 1), № 3 «Дачна» (пр. Перемоги, 142), № 4 «Південна» (вул. Академіка Глушкова, 3), № 5 «Поділ» (вул. Нижній Вал, 15-А) та № 6 «Полісся» (пл. Шевченка, 2)[1]
- Автостанція «Видубичі», яка підпорядкована КП «Київпастранс».

Сьогодні вони не мають можливості забезпечити відправку необхідної кількості автобусів міжміського та приміського сполучення, адже за добу до столиці прибуває приблизно 24 тисячі 276 вантажних автомобілів (з них автобусів — 10 тисяч 404 одиниці). Тоді як щоденно автостанції міста можуть забезпечити відправку приблизно 2 тис. 900 автобусів.
У 2017 році Київська міська державна адміністрація мала намір закрити центральний автовокзал та автостанції «Поділ», «Південна». Впродовж 2018—2019 років планується закриття автостанцій «Дарниця» і «Дачна».
При цьому найближчим часом планується відкриття нової автостанції «Теремки» з облаштуванням на її території залів очікування, кімнати «матері і дитини», готелю, магазинів і кафе і запуском до неї шатлів від станції метро   «Теремки».

## Залізниця

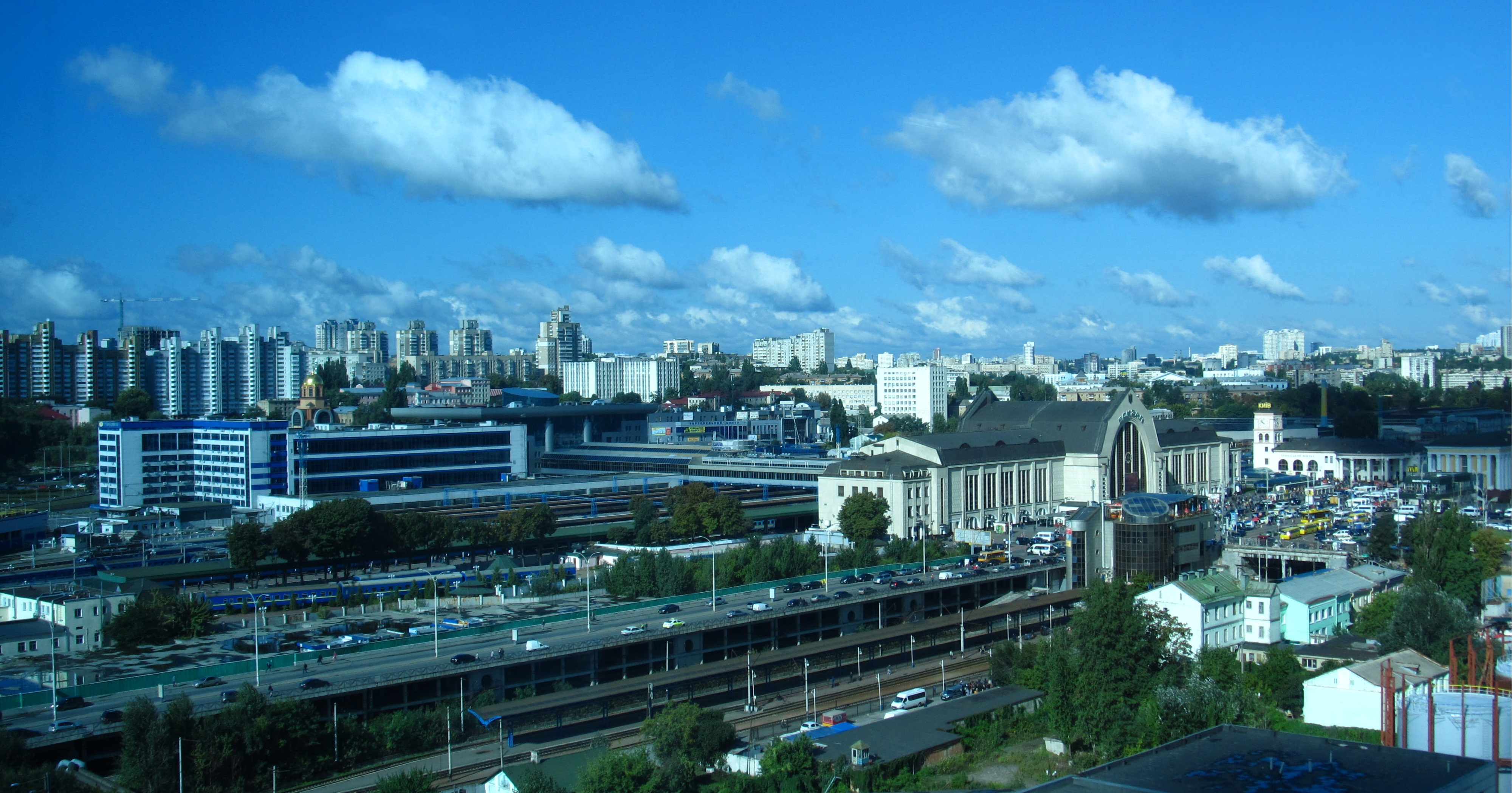
Київ-Пасажирський

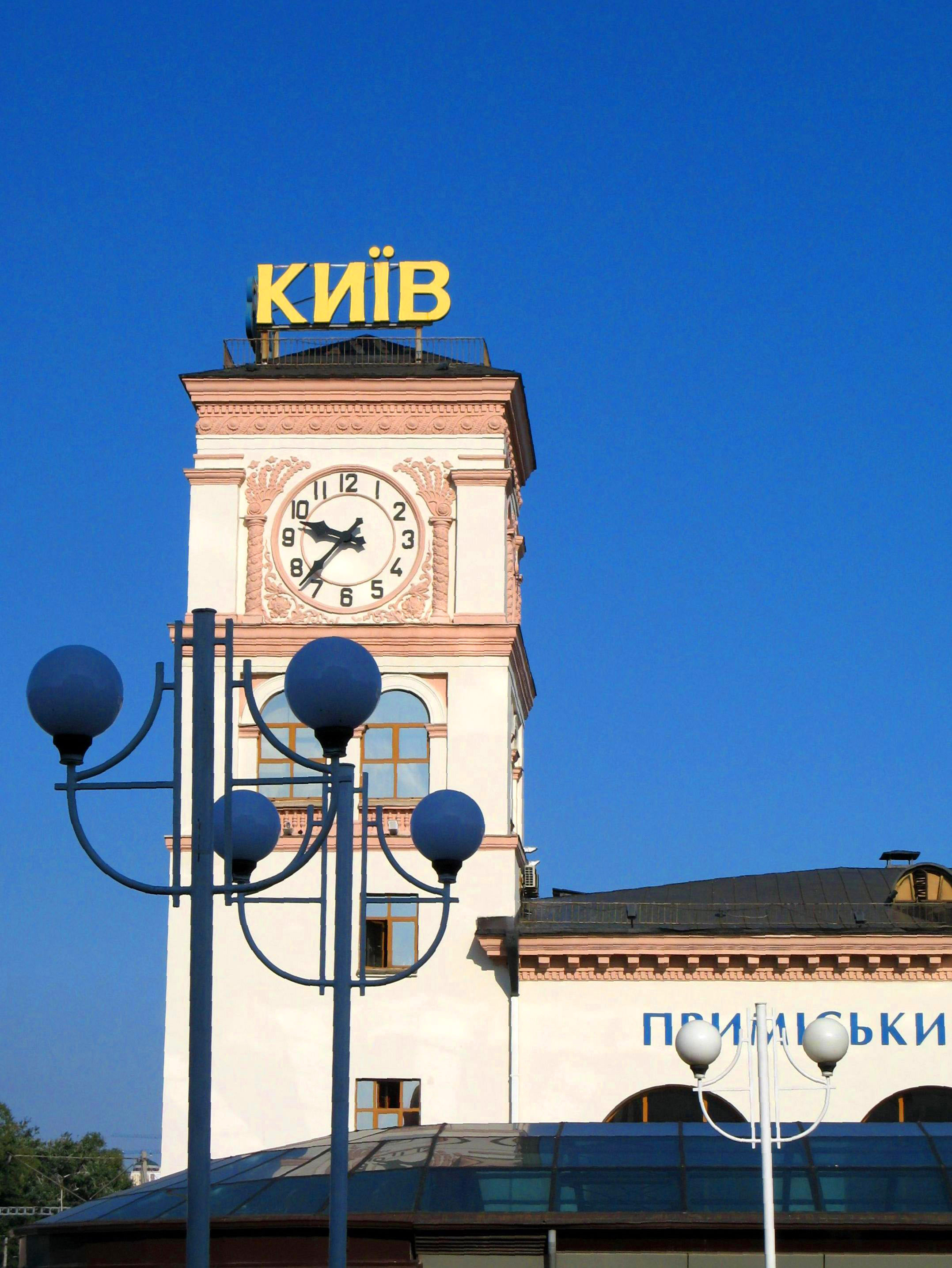
Вежа з годинником на Приміському вокзалі

### Стислі історичні відомості
Першою залізницею, прокладеною до Києва була ділянка Балта — Київ, що є продовженням залізниці Одеса — Балта. Її будівництво розпочато 1866 року і завершено до 1870 року. Тоді була прокладена залізниця Курськ — Київ, що була введена в експлуатацію після завершення будівництва залізничного мосту через Дніпро. Регулярний рух потягів було відкрито 18 лютого 1870 року.

### Сучасний стан залізниці
Залізниці Києва мають п'ять магістральних напрямів: Фастівське (південний захід), Коростенське (північний захід), Ніжинське (північний схід), Гребінківське (південний схід) і Миронівське (південь); Миронівський напрямок — одноколійний, а також Північне Кільце, що прямує через станції Почайна і Київ-Дніпровський від станцій Київ-Волинський і Святошин до станції Дарниця. Усі магістральні залізниці електрифіковані змінним струмом, напругою у контактній мережі 25 кВ. Крім магістральних, існує залізниця від станції Почайна до Вишгорода і чимало місцевих залізничних колій промислового призначення.

### Швідкісний залізничний експрес до аеропорту «Бориспіль»
30 листопада 2018 року розпочав роботу довгоочікуваний  спеціалізований швидкісний залізничний експрес Kyiv Boryspil Express, який обслуговує виключно авіапасажирів міжнародного аеропорту «Бориспіль».

### Залізничні станції, які працюють у межах міста
- Київ-Пасажирський
- Київ-Товарний (вантажна станція)
- Київ-Волинський (Фастівський і Коростенський напрямки)
- Борщагівка (Коростенський напрямок)
- Борщагівка-Технічна (технічна станція, Коростенський напрямок)
- Святошин (Коростенський напрямок)
- Грушки (вантажна станція, Північне кільце, тупик)
- Почайна (Північне кільце)
- Київ-Дніпровський (Північне кільце)
- Київ-Деміївський (Ніжинський, Гребінківський, Миронівський напрямки)
- Дарниця (Ніжинський, Гребінківський напрямки)
- Київ-Ліски (вантажна контейнерна станція поблизу станції Дарниця, тупик)
- Петро Кривоніс (Миронівський напрямок).

Усі станції належать до Південно-Західної залізниці. Станції, не відзначені як вантажні або технічні, є головними пунктами приміських електропоїздів.

### Залізничні вокзали

#### Київ-Пасажирський

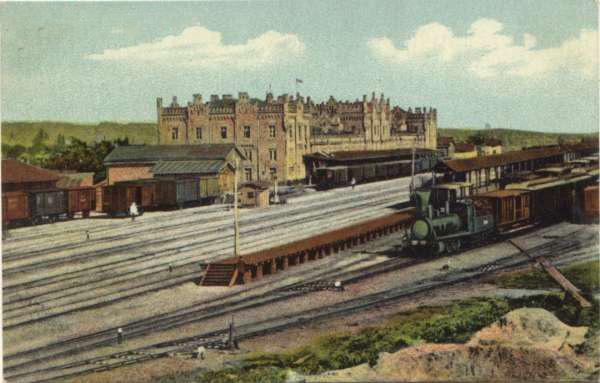
Київ-Пасажирський XIX століття

Перший вокзал у Києві був споруджений за проектом архітектора Вишневського впродовж 1868—1870 років та був трохи віддаленим від нині існуючого на північний захід, наприкінці теперішньої вулиці Старовокзальної. Нинішній будинок Центрального вокзалу був споруджений у 1927—1932 роках за проектом архітектора Вербицького, відновлено після Другої світової війни. У 2001 році було проведена масштабна реконструкція вокзалу на станції Київ-Пасажирський, побудований Південний вокзал, який урочисто відкрито 24 серпня 2001 року, проте добудова велася ще протягом трьох років.
Зараз на цій станції існує три вокзали: Центральний, Приміський і Південний. Південний та Центральний вокзали з'єднані між собою мостовим переходом, який знаходиться над коліями. Вони становлять єдине ціле.
Вокзал на ст. Київ-Пасажирський обслуговує усі потяги (внутрішні і міжнародні), маршрути яких проходять через Київ. З Приміського вокзалу вирушають поїзди приміські і міжобласні, у напрямі Фастова і Коростеня. Приміські електропоїзди Ніжинського, Гребінківського і Миронівського напрямків найчастіше вирушають з Північних платформ.
Центральний і Приміський вокзали розташовані біля Вокзальної площі, на протилежному боці знаходяться Північні платформи. Південний вокзал має вихід на вул. Івана Огієнка, Георгія Кірпи, Ползунова. Біля Приміського вокзалу знаходиться станція метро   «Вокзальна»

#### Дарниця

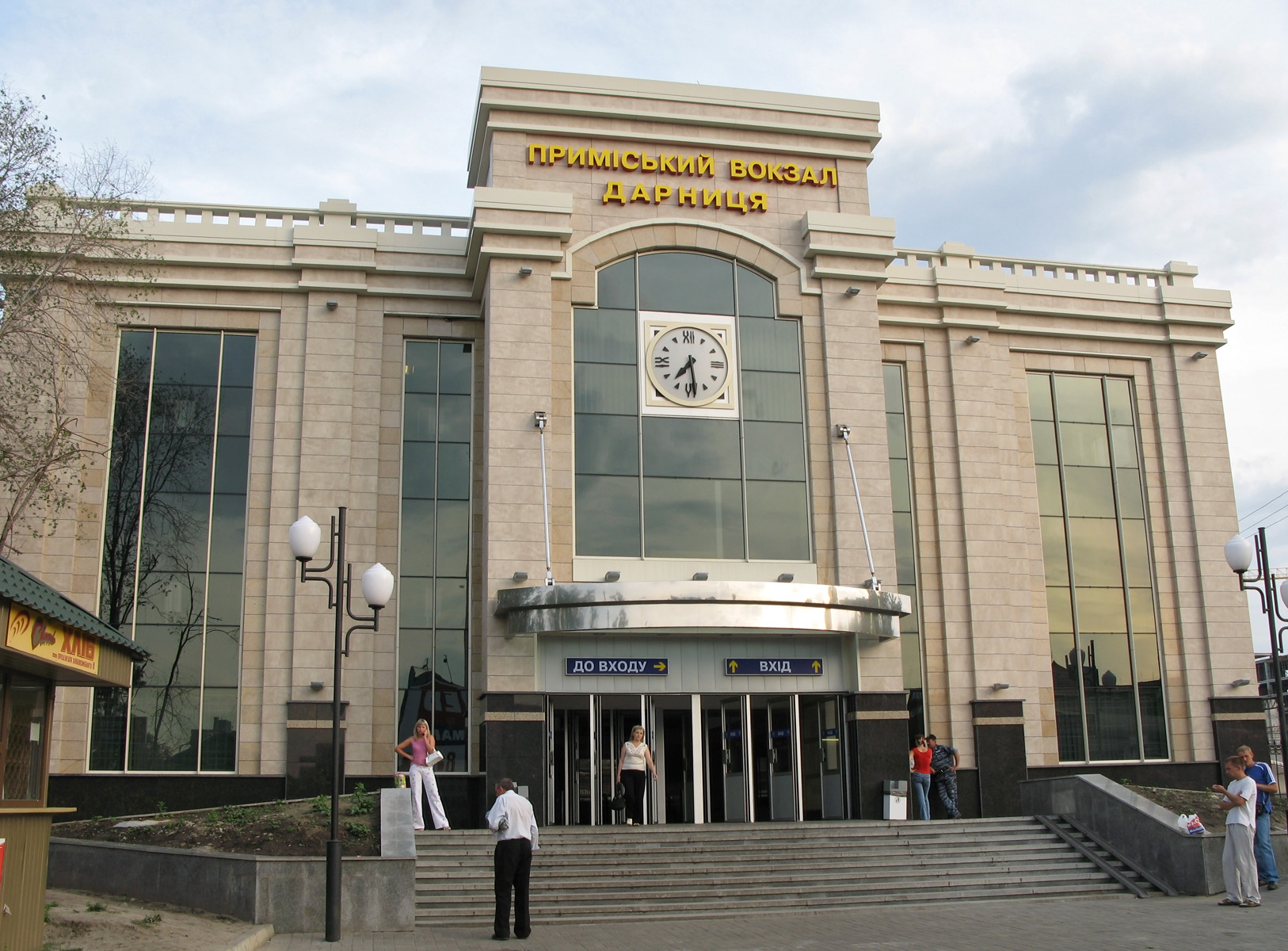
Приміський вокзал «Дарниця»

На цій станції залізничний вокзал обслуговує приміські потяги та деякі потяги далекого сполучення. Відіграє найважливішу роль у пасажирських залізничних перевезеннях для лівобережної частини Києва. Нині перебуває у стані реконструкції, точні терміни завершення якої невідомі. На теперішній час діє лише Приміський вокзал станції Дарниця.

#### Караваєві Дачі

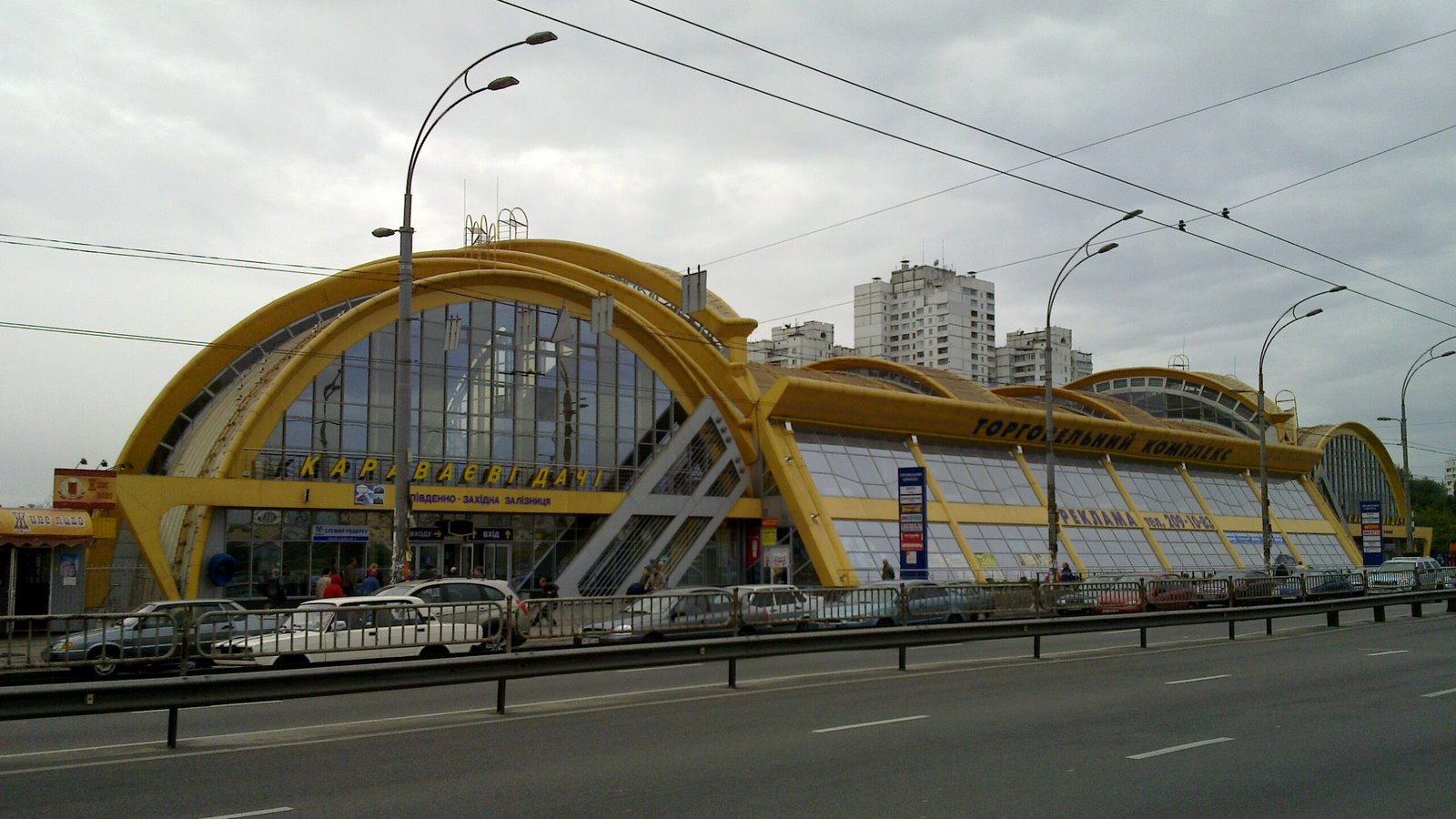
Караваєві Дачі

Знаходиться на мосту між вул. Індустріальною і Чоколівським бульваром. Має 2 входи/виходи, квиткові каси, зал очікування, 3 посадкові платформи, 5 колій і тунель із виходом на вулицю Ушинського. Обслуговує електропотяги приміського і міжобласного сполучення. Реконструкція Караваєвих Дач, де вокзалу не було, була започаткована на початку 2003 року. Вокзал здано в експлуатацію у 2005 році, а повністю завершено 2006 року.

#### Інші вокзали
- Невеликі вокзальні приміщення станційного типу є на станціях Київ-Волинський і Київ-Деміївський.

## Авіаційний транспорт

Логотип Міжнародного аеропорту «Бориспіль»

До російського вторгнення 2022 року в Києві працювало два пасажирські аеропорти - "Бориспіль" та "Київ".  Станом на 2021 аеропорти обслуговували 
понад 16 млн національних та іноземних пасажирів, з яких близько 15 млн - аеропорт "Бориспіль" і близько 1,5 млн - "Київ". 

## Водні шляхи сполучення

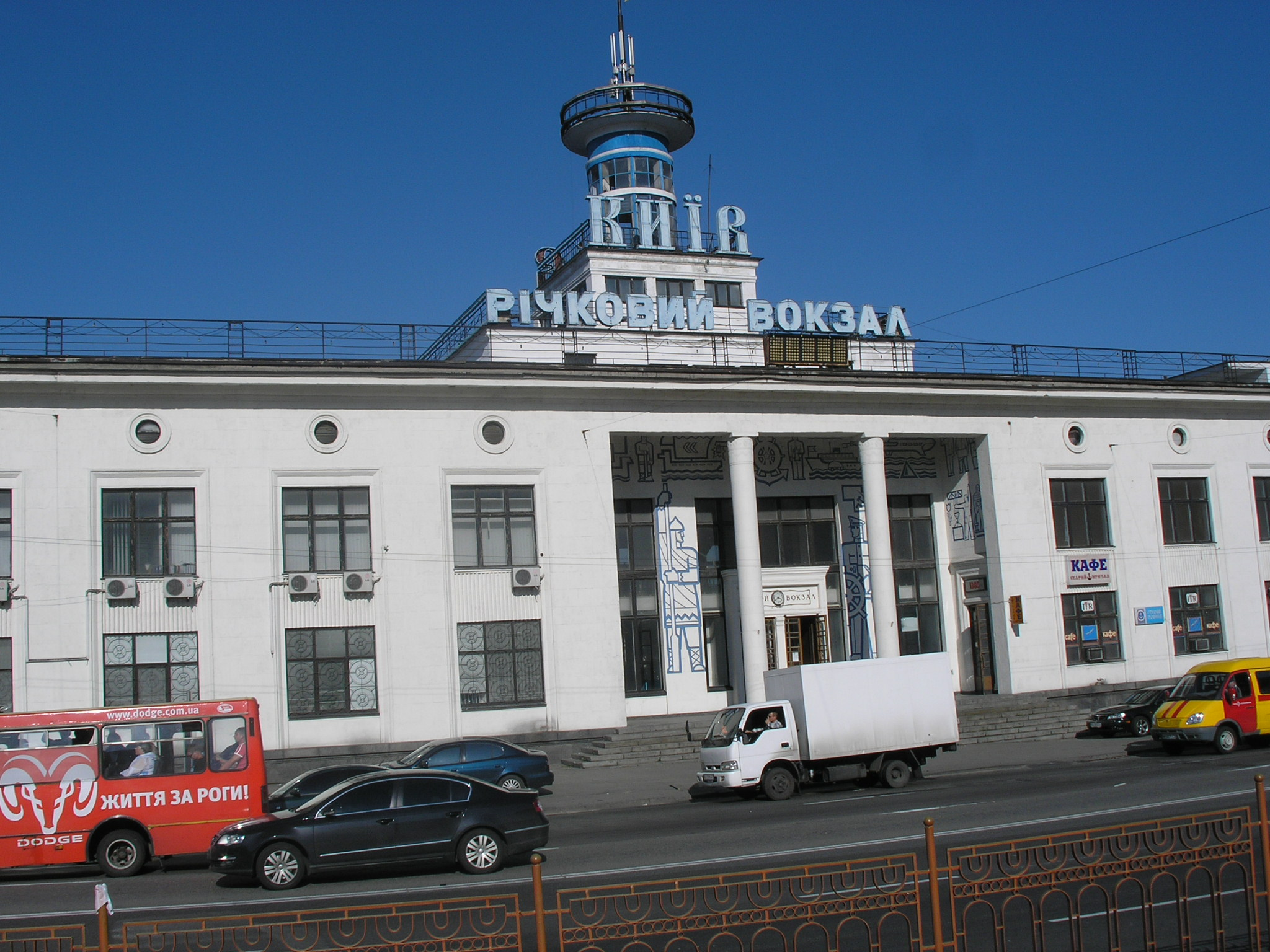
Річковий вокзал

Нині мають більш історичне, ніж практичне значення.
У часи заснування Києва вибір географічного місцеположення багато в чому був обумовлений наявністю великої транспортної артерії — річки Дніпро, через яку пролягав древній торговий шлях «З варягів в греки». Водний транспорт мав важливе стратегічне значення до появи залізниць, залишаючись єдиним видом транспорту для перевезення великих вантажів.
За часів Київської Русі судноплавною рікою у Києві був не лише Дніпро, але ще Либідь і Почайна. Численні дрібні річки, що були на території сучасного міста Київ і зазвичай пересихаючі наприкінці літа, дали назви вулицями і навіть цілим районам: Наводниця, Глубочиця, Клов, Сирець. Нині всі дрібні річки посохли чи пішли під землю. Либідь тече у колекторі і використовується для відведення стічних вод, її підземні притоки створюють великі проблеми для будівництва метрополітену. Від Почайни залишився каскад озер на Оболоні, а у її старому гирлі, у районі річкового порту, як колись розміщується гавань.
За часів СРСР Дніпром здійснювалася регулярна навігація. Ходили як вантажні судна, так виконувалися і пасажирські рейси, як далекого сполучення, так і приміські («річковий трамвай», він же — «водний трамвай»).
Нині пасажирські рейси Дніпром вважаються нерентабельними — виконуються переважно прогулянкові і туристичні. Проте задля транспортування великих вантажів фарватер Дніпра як і раніше використовується.
Річковій вокзал розташовано неподалік Поштової площі. Причали раніше розташовувалися вздовж набережної — від Поштової площі до станції метро   «Дніпро».
У Києві також є свій суднобудівний завод — «Кузня на Рибальському», розташований на Рибальському півострові.

## Мости через річку Дніпро
Історично Київ був заснований на правому березі річку Дніпро, у роки Радянської влади він став розширюватися також за рахунок будівництва нових житлових масивів на лівому березі Дніпра (село Дарниця було приєднано до Києва ще 1923 року). Нині лівобережна частина Києва становить близько третини всього міста Київ у тому числі за рахунок новобудов на масивах Вигурівщина-Троєщина і Позняки. Тому мости через Дніпро мають важливе стратегічне значення не тільки для країни, але й життя міста.
Нині існує 7 мостів, що пов'язують лівий і правий береги, з них 2 залізничних і 5 автотранспортних. Двома автотранспортними здійснюється також рух поїздів метро.
З 2012 року триває будівництво Подільського мостового переходу.

### Історичні відомості
Перший капітальний міст через Дніпро був споруджений 1853 року — так званий Ланцюговий міст. Будівництво металевого залізничного мосту почалося 1870 року під керівництвом військового інженера А. Є. Струве — Дарницький міст на кесонному фундаменті. Другий залізничний міст, що був побудований це Подільський або Петровський у 1916 році(відбудований 1929 року). У районі нинішнього мосту Патона існував також так званий Наводницький міст понтонної конструкції, який дав назву вулицями Старонаводницькій і Новонаводницькій. Під час Другої світової війни всі мости через р. Дніпро були зруйновані. Після звільнення Києва (06.11.1943) було споруджено тимчасові дерев'яні мости. Історичну інформацію про нинішні мости див. у підрозділах.

### Автотранспортні мости

#### Міст ім. Є. О. Патона

Міст Патона

Введений в дію у 1953 році і є найстарішим з нинішніх автотранспортних мостових переходів, що сполучає лівий і правий береги Києва.
Металевий, суцільнозварний, балочної конструкції, на кесонній основі. Довжина — 1543 м, складається з 26-ти прольотів. Ширина проїзній частині — 21 м. Свою назву отримав на честь академіка Є. О. Патона, що брав особисто участь у проектуванні та будівництві
Мостом пролягала трамвайна колія, через яку здійснювався регулярний рух трамваїв між центром і лівобережними районами — Дарницею, Русанівкою і Воскресенським масивом. У червні 2004 року лінія закрита, демонтована і замінена додатковою автомобільною реверсною смугою руху за для збільшення пропускної здатності мосту в годину пік. Однак заплановано після здійснення реконструкції мосту трамвайну лінію відновити.

#### Північний міст
Відкритий у грудні 1976 року.

Північний міст

Складається з трьох частин: вантового мосту через Дніпро довжиною 816 м, мосту через річку Десенка і шляхопроводу над проспектом Героїв Сталінграду (Оболонь) довжиною 55 м. Має по чотири смуги для руху автотранспорту у кожному напрямку.
Розташований у північній частині Києва, південніше масиву Оболонь. Поєднує правобережну частину міста з масивами Вигурівщина-Троєщина і Райдужний.
Мостом 1983 року прокладено тролейбусну лінію (маршрути № 29, 30, 31).

### Залізничні мости

#### Дарницький міст

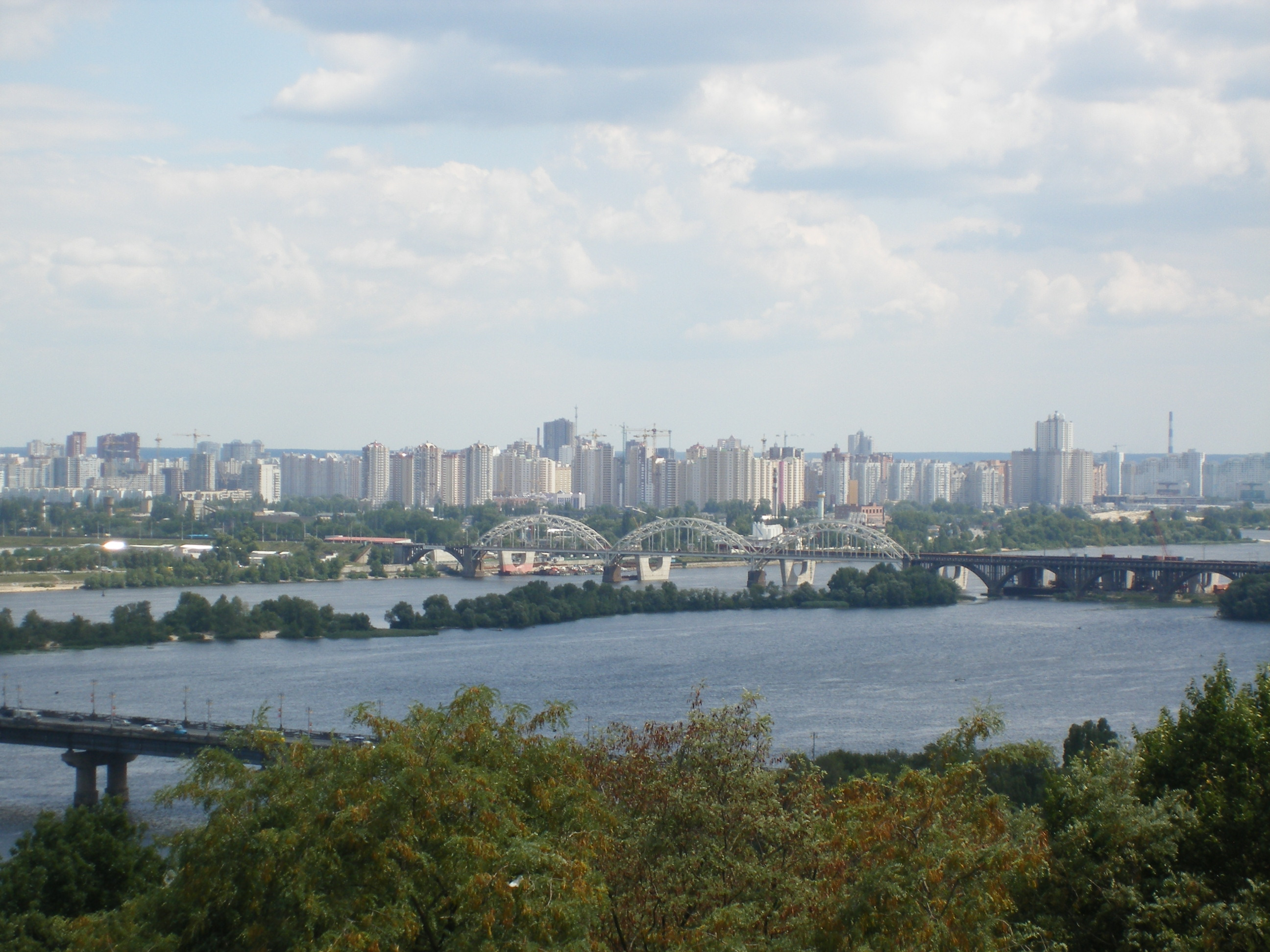
Дарницький міст

Спорудження розпочалося 1870 року. Під час Другої світової війни зруйновано, а після звільнення Києва відновлено у 1949 році. Потребує капітального ремонту.
Довжина — близько 1,5 км.
Є основним залізничним мостом, що зв'язує правий і лівий береги Києва. За допомогою нього здійснюється регулярне залізничне сполучення у східному напрямі (Харків, Полтава, Суми, Москва тощо). Також через нього здійснюється транзитне сполучення багатьох міжнародних поїздів.
Знаходиться у районі між Видубичами (правий берег) і ж/м Березняки (лівий берег).

#### Подільський (Петрівський) міст
Споруджений впродовж 1916—1917 років, відновлено у 1928—1929 роках. Під час Другої світової війни зруйновано, а після її завершення, у 1945 році, відновлено.
Мостом прокладена лише одна залізнична колія. Міст використовують переважно для вантажних залізничних перевезень, також через ного курсує міська електричка.

### Комбіновані мости

#### Міст Метро
Відкритий 5 листопада 1965 року. Знаходиться поблизу місця розташування зруйнованого Ланцюгового мосту. 
Являє собою двох'ярусну конструкцію для руху потягів метро (верхній ярус) і автотранспорту (нижній ярус). Є продовженням Броварського проспекту — частини траси E95.

#### Південний міст

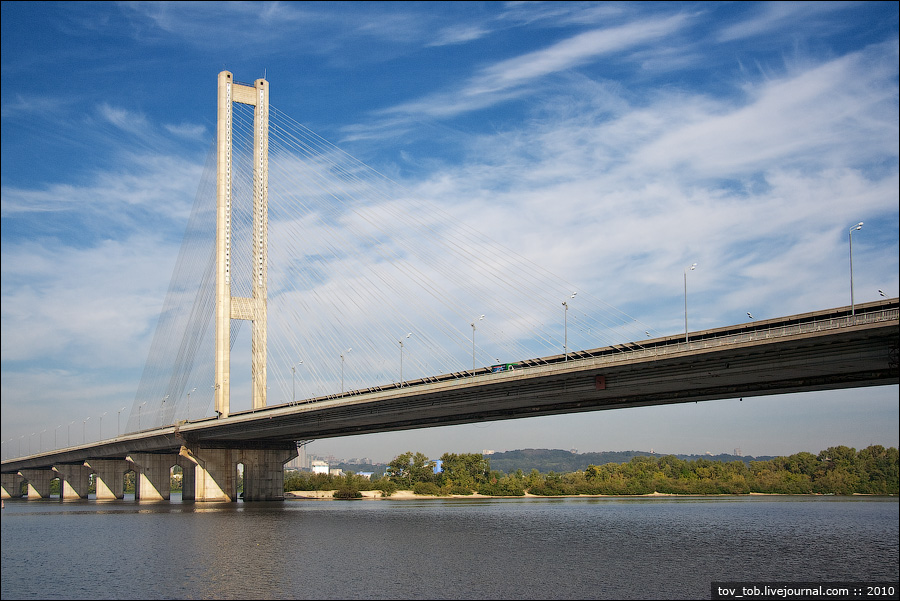
Південний міст

Один з київських довгобудів. Будівництво мосту розпочалося 1983 року, а введення в експлуатацію відбулося тільки на початку 1990-х років.
Найдовший, найширший і найвищий перехід у Києві. Довжина — приблизно 1 км, ширина — 40 м. Розташований на півдні міста (внаслідок чого і отримав свою назву). Поєднує вулицю Саперно-Слобідську, Столичне шосе, станції метро   «Видубичі» (правий берег) з проспектом Бажана (лівий берег, масиви Харківський, Позняки). Частина автошляху E40. 
Мостом проходить лінія метро (  Сирецько-Печерська лінія).

#### Залізнично-автомобільний мостовий перехід
Будівництво залізничної частини завершено у вересні 2010 року, автомобільна частина введена в грудні 2010 року, та березні 2011 року.
Довжина — 1066 метрів, довжина автомобільних під'їздів — 15 км.
Міст має 2 залізничні колії і шість смуг руху автотранспорту (по три в кожну сторону).

## Громадський транспорт

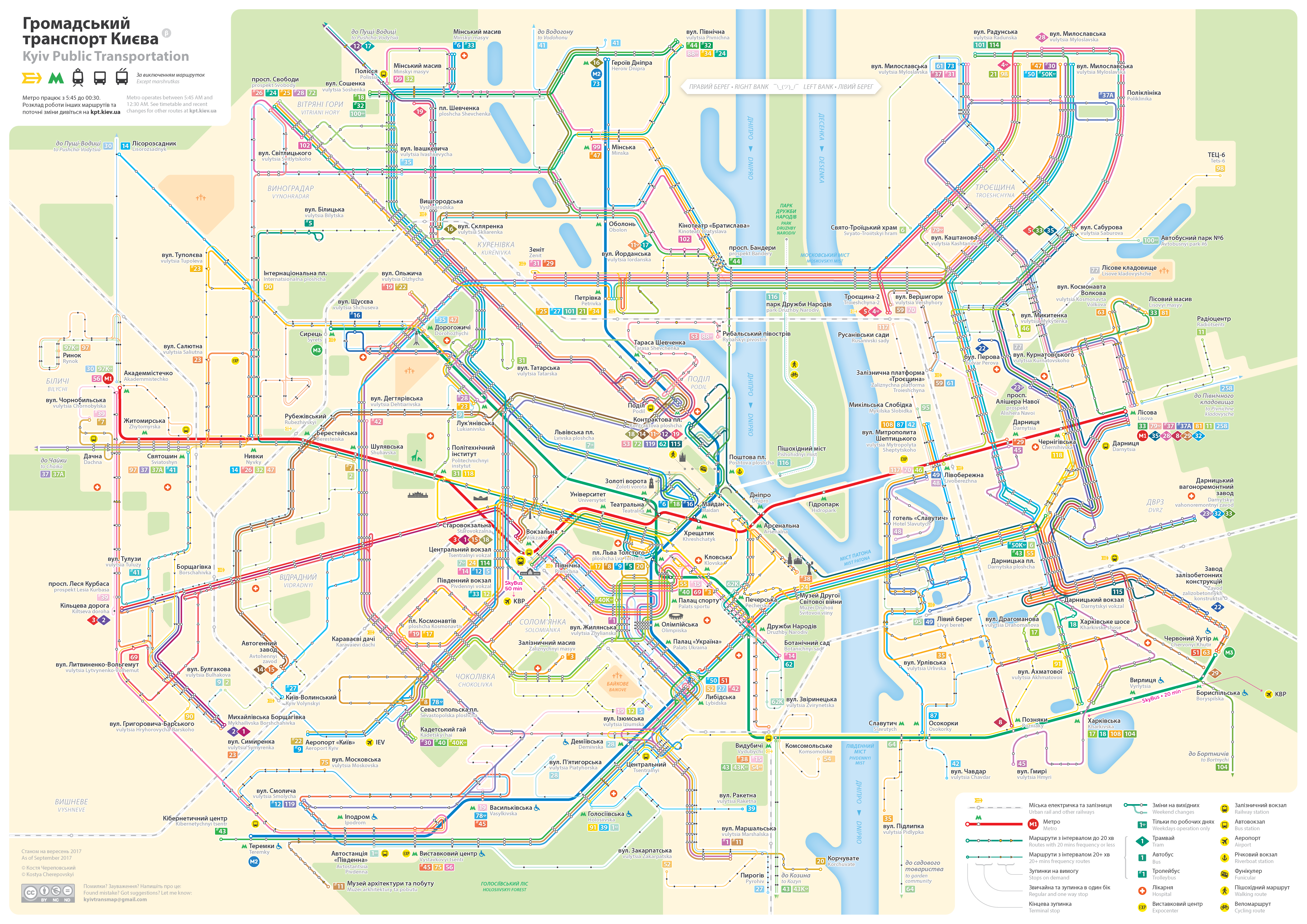
Неофіційна схема маршрутів громадського транспорту за винятком маршрутних таксі

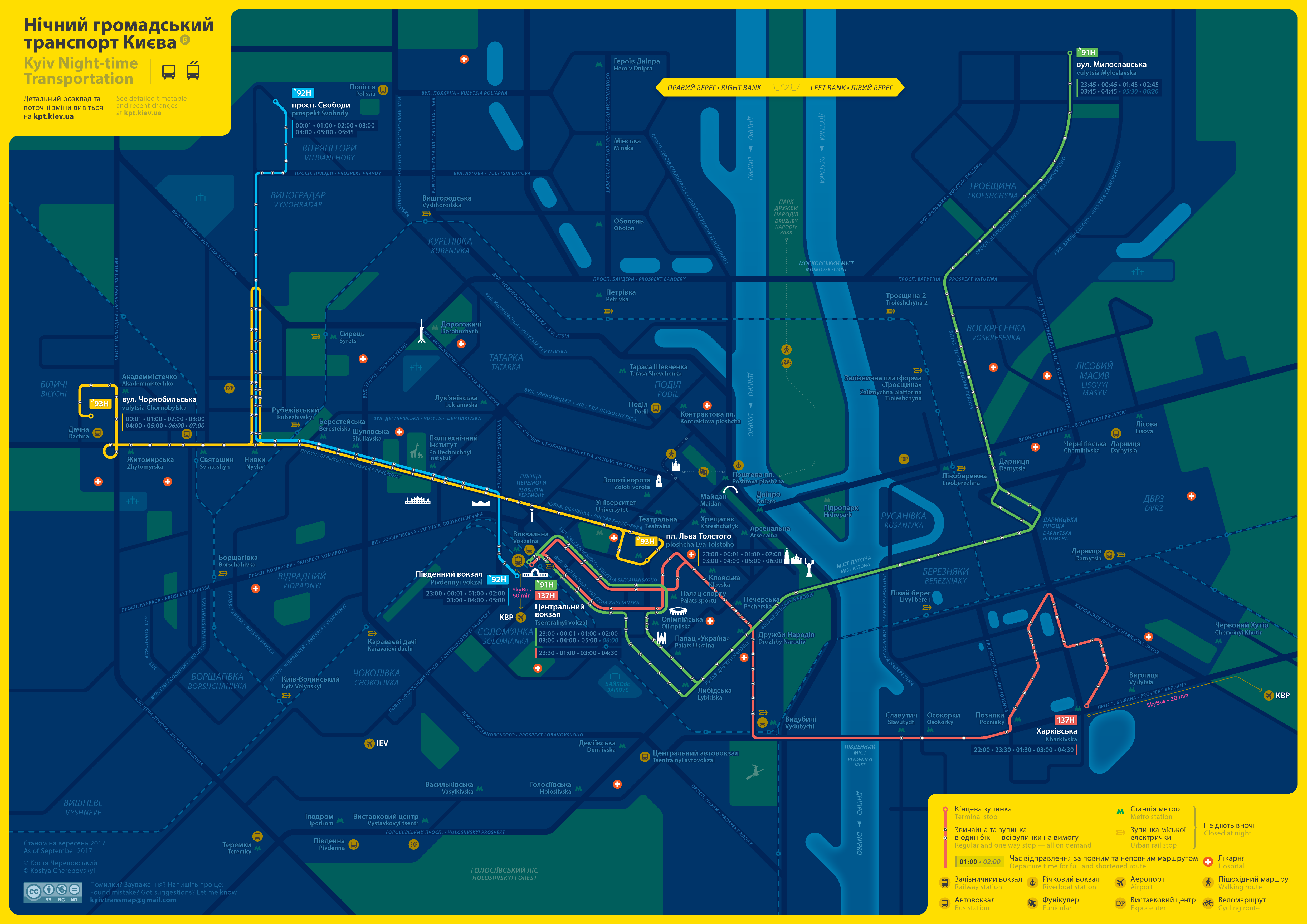
Неофіційна схема нічного транспорту

Станом на 2022 рік включає такі види: метрополітен, міська електричка, трамвай, тролейбус, автобус, фунікулер, маршрутні таксі. Станом на 2017 рік пасажиропотік міського транспорту становив  951 млн пасажирів на рік, з яких 498 млн припадало на метрополітен і 453 млн на наземні види транспорту. До 2021 року пасажиропотік скоротився до 531 млн (319 і 212 млн відповідно). Наприкінці травня 2018 року у 1211 рухомих складах наземного транспорту було відкрито безкоштовний Wi-Fi. 

### Метрополітен
Відкритий  6 листопада 1960 року. Станом на 2022 працює три лінії, експлуатаційна довжина яких становить 69 648 м, 52 станції із трьома підземними вузлами пересадки в центрі міста.  

### Трамвай
Веде історію з 1892 року, коли в Києві з'явився перший електричний трамвай. Напередодні вступу СРСР до Другої Світової війни, у 1940 році в Києві було більше 200 кілометрів трамвайних колій, а пасажирообіг за той рік склав 278 мільйонів пасажирів. У 1970-ті роки довжина трамвайних колій досягла 285 кілометрів, а пасажиропотік на рік складав більш ніж 396 мільйонів чоловік. 1978 року було споруджено перший у Радянському Союзі швидкісний трамвай. У 1990 році в місті працювало 26 трамвайних маршрутів загальною довжиною колій 546 кілометрів.
У середині 1990-х років, приходом до влади у Києві Олександра Омельченка, у місті почався масовий демонтаж трамвайних колій та, відповідно, скорочення трамвайних маршрутів. Найбільш руйнівним ударом по цілісній трамвайні мережі Києва став демонтаж трамвайної колії на мосту Патона у червні 2004 року. Станом на 15 жовтня 2021 року інфраструктура скоротилась до  70 км двостороннього шляху,  на балансі «Київпастрансу» перебувало 511 пасажирських (з них активні — 282) і 53 службових вагонів які обслуговували 19 маршрутів.

### Міська електричка
Була відкрита 2009 року на ділянці Троєщина — Почайна. Упродовж жовтня 2011 — лютого 2022 року працювала між станціями Дарниця і Борщагівка північним та південним півколом у ранкові та вечірні години пік з інтервалом 20-60 хвилин. Через незадовільний технічний стан рейси міської електрички часто скасовувались. Через незадовільний технічний стан рейси міської електрички часто скасовувались. З 27 березня курсує між станціями Святошин - Дарниця північним та південним півколом.

### Громадський транспорт під час карантину у 2020
У березні 2020 року, у зв'язку з пандемією коронавірусу, роботу громадського транспорту було частково призупинено. Ввечері 17 березня повністю було зупинено роботу метрополітену , а 18 березня також і міської електрички. ЗМІ зафіксували величезні черги на зупинках транспорту, а також невиконання обмежень на кількість перевезення пасажирів. З 21 березня скасовано більшість маршрутів наземного громадського транспорту, при цьому скористатися громадським транспортом з 23 березня можуть лише окремі категорії громадян — медичні працівники, рятувальники, правоохоронці, фахівці сфери ЖКГ, люди, які працюють у продуктових магазинах та аптеках, співробітники стратегічних підприємств, для цієї категорії пасажирів було передбачено спеціальні перепустки. При цьому з 18 по 25 березня діяла постанова уряду, що забороняла одночасне перевезення більше ніж 10 пасажирів у салоні, з 25 березня ця норма була дещо пом’якшена — дозволено одночасно перевозити пасажирів у кількості, що складає до половини кількості місць для сидіння, передбачених технічною характеристикою транспортного засобу. При цьому, щоб не допустити перевезення в транспорті більшої кількості осіб, в салоні їздять поліцаї. З 23 травня 2020 року роботу громадського транспорту було відновлено у звичайному режимі, однак з обмеженням максимальної кількості пасажирів у межах кількості сидячих місць до завершення карантину. З 25 травня 2020 року відновив роботу і метрополітен.

### Громадський транспорт під час війни
З початком повномасштабного російського вторгнення робота громадського транспорту в Києві частково призупинялась. 24 лютого транспорт у Києві було оголошено безкоштовним, проте поїзди Святошинсько-Броварській гілці курсували лише  до Шулявської. 26 лютого о 17:00 в Києві вперше було оголошено комендантську годину тривалістю півтори доби, під час якої громадський транспорт повністю припинив роботу. З 28 лютого транспорт відновив роботу лише на окремих автобусних і трамвайних маршрутах (лише в Дарницькому районі), було унеможливлено сполучення громадським транспортом між лівим та правим берегом.  Лише 21 березня сполучення між берегами Дніпра було уможливлено міською електричкою.  Підземні станції метро використовувалися як бомбосховища, інтервал руху поїздів сягав однієї години, а пересадки між лініями метро також було унеможливлено.   
Лише 4 квітня було відновлено сполучення через Південний міст, 19 квітня було відновлено роботу швидкісного трамвая,  21 квітня було відновлено рух Святошинсько-Броварської гілки метро на лівий берег, проте наземні ділянки метро призупиняли роботу на час повітряної тривоги. 16 травня в Києві було відновлено плату за проїзд.  1 серпня Рада оборони міста Києва ухвалила рішення повністю зупиняти транспорт (крім підземних ліній метрополітена) на час повітряної тривоги, проте це рішення викликало незадоволення киян, і багатьма перевізниками та пасажирами саботувалось.

## Велосипедна інфраструктура
Вперше велодоріжки були передбачені в Києві розпорядженням № 886 2008 року після вбивства п'яним водієм велосипедиста на вулиці Артема (нині Січових Стрільців). 2009 року Київська міська рада ухвалила рішення «Про облаштування велодоріжок», згідно з яким у Києві мали з'явитися 17 веломаршрутів загальною довжиною 168 км. Ця цифра була досягнена лише в 2020 році, а 2021 року сумарна довжина велодоріжок перевищила 200 км

### Сайти найважливіших транспортних установ
- Сайт КП «Київпастранс» /міський/
- Сайт департаменту транспорту КМДА /Транспортний портал Києва/
- Сайт ПАТ «Київпассервіс» /обласний/
- Сайт Київського метрополітену
- Сайт Південно-західної залізниці
- Сайт Міжнародного аеропорту «Бориспіль»
- Сайт міжнародного аеропорту «Київ» імені Ігоря Сікорського /«Київ-Жуляни»/
- Сайт «Укррічфлот»у